# Котёл из Гундеструпа
Котёл из Гундеструпа — богато декорированный серебряный сосуд, датируемый около I в. до н. э., относящийся к поздней латенской культуре. По своим размерам не имеет аналогов среди серебряных предметов, сохранившихся от Европы железного века.
Обнаружен в 1891 году в разобранном на пластины виде в торфяном болоте около посёлка Гундеструп в округе Орс провинции Химмерланд в Дании (56°49′ с. ш. 9°33′ в. д.). Передан на хранение в Национальный музей Дании.
Диаметр котла составляет 69 см, высота 42 см. Изображения на котле предположительно имеют характер связного повествования и, очевидно, иллюстрируют какой-то кельтский миф (возможно, о Кернунне). Метод изготовления не характерен для кельтской Европы, но имеет параллели в искусстве Фракии.
Заслуживают внимания изображения рогатых шлемов на пластинах котла. Такие элементы декора в виде рогов были характерными для шлемов кельтской культуры тех времён и среди специалистов именуются антеннами.
- Пластина A: Кернунн, окружённый животными.
- Пластина C: сломанное колесо
- Пластина E: обряд инициации